# Cinnamomum obscurum
Cinnamomum obscurum är en lagerväxtart som beskrevs av Carl Daniel Friedrich Meisner. Cinnamomum obscurum ingår i släktet Cinnamomum och familjen lagerväxter. Inga underarter finns listade i Catalogue of Life.